# Xã Ferry, Michigan
Xã Ferry (tiếng Anh: Ferry Township) là một xã thuộc quận Oceana, tiểu bang Michigan, Hoa Kỳ. Năm 2010, dân số của xã này là 1.292 người.